# Falster
Falster [ˈfælˀstɐ] ist eine zu Dänemark gehörende 513,76 km² große Insel mit 41.481 Einwohnern (1. Januar 2025). Über ein Drittel leben in Nykøbing Falster. Falster und die Nachbarinsel Lolland sind infrastrukturell eng miteinander verbunden und nur durch den schmalen Guldborgsund getrennt.

## Gemeinden
Die größten Orte sind Nykøbing Falster, Stubbekøbing und Nørre Alslev.
Mit der Kommunalreform in Dänemark zum 1. Januar 2007 wurden die ehemaligen vier Kommunen auf Falster mit zwei ehemaligen Kommunen des östlichen Lollands zur neuen Guldborgsund Kommune in der Region Sjælland zusammengeschlossen. Die neue Kommune erstreckt sich über ein Gebiet von 900.60 km² und wird von 59.350 Einwohnern (Stand: 1. Januar 2025) bewohnt. Die ehemaligen Kommunen auf Falster hießen: Nykøbing Falster, Nørre Alslev, Stubbekøbing und Sydfalster. Die ehemaligen Kommunen auf Lolland waren Nysted und Sakskøbing.

## Geschichte
Die erfasste Geschichte beginnt in der Steinzeit, die einige Monumente (z. B. Bondekirkerne) und Siedlungsreste wie die von Radbjerg und Skelby hinterlassen hat. Schwedische und slawisch-wendische Ortsnamen, für die die Suffixe „by“ bzw. „itse“ stehen, deuten einige Verbindungen an. Aus dieser Zeit stammt das Virket, ein großes wikingerzeitliches Erdwerk (Ausgrabungsbeginn 2020) in der Inselmitte. Mit der Zentralisierung dänischer Macht im Königtum wächst ab 1000 n. Chr. der Widerstand gegen die eingesickerten Wenden.

## Geologie
Die Inseloberfläche mit Moränen, Toteisseen und Höhenrücken wurde durch die Eiszeit geprägt. Der Süden verdankt sein heutiges Bild den Deichprojekten die der König Christian II. ab 1522 mit Hilfe niederländischer Experten schuf. Im 19. Jahrhundert kamen weitere Eindeichungen dazu, die durch die Sturmflut von 1872 unterbrochen wurden.
Als Folge der globalen Erwärmung und deren Ursachen wird erwartet, dass bis 2100 etwa ein Fünftel der Landmasse Falsters wiederkehrend oder dauerhaft von Überflutung betroffen sein könnte, was dem Siedlungsgebiet von knapp 40 Prozent der jetzigen Bevölkerung entspricht. Dabei sind Sekundäreffekte auf Infrastruktur und Versorgungswege nicht berücksichtigt. Frühere Studien gehen davon aus, dass der Hochwasserschutz erheblich von der Instandhaltung existierender Deichanlagen und deren erosionssensiblem Ausbau abhängen wird.
Höchste Erhebung ist im Norden der Insel der Bavnehøj mit 44 Metern.

## Sehenswürdigkeiten
- Ganggrab von Listrup
- Falsters Virke, ein Wallsystem

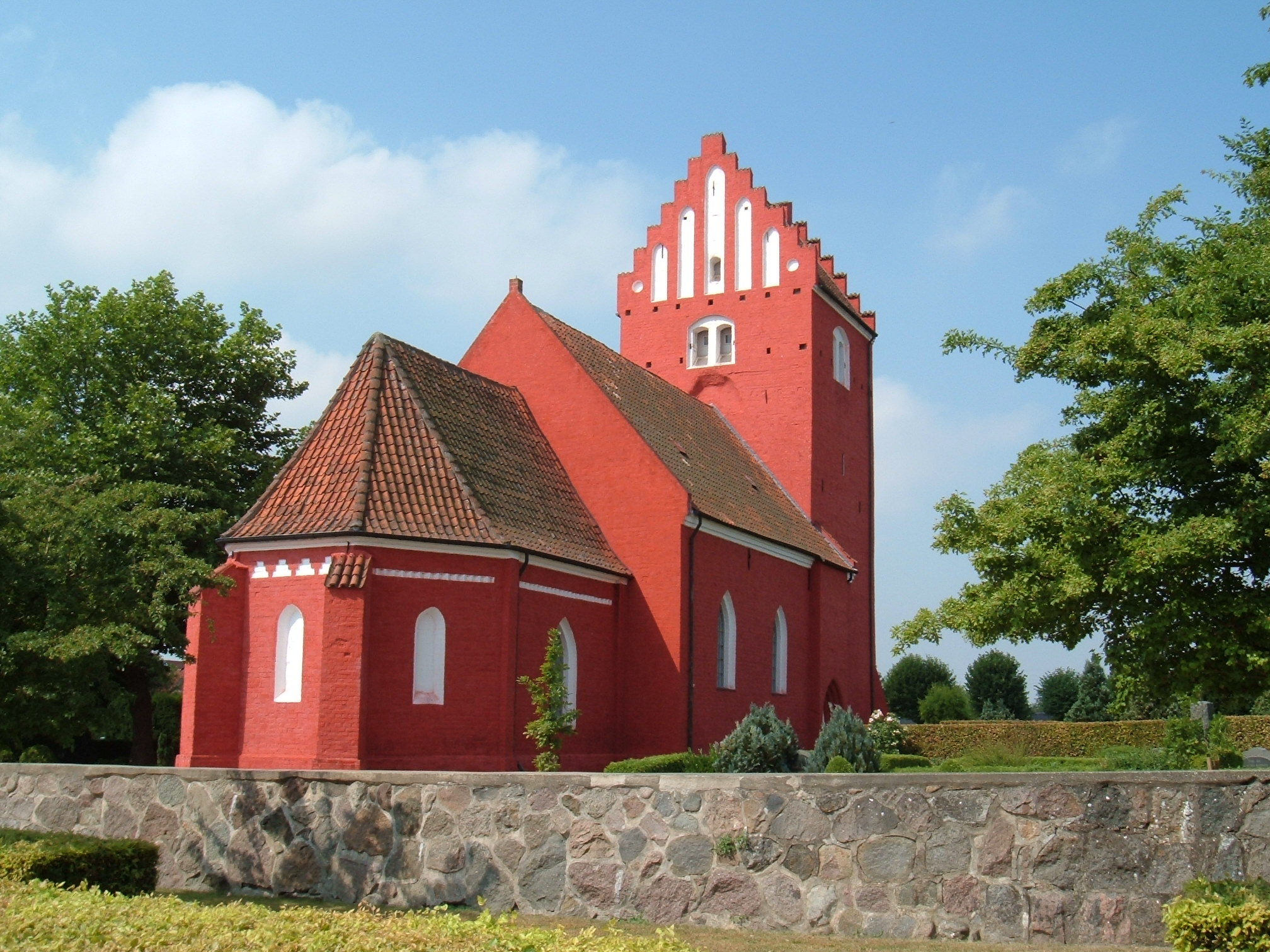
Kirche von Nørre Alslev

- Gangrab Ørnehøj (Adlerhügel), im Corselitze Østerskov[6]
- Halskov Vænge
- Der südlichste Punkt Dänemarks und Skandinaviens bei Gedser (Gedser Odde)
- Krokodilzoo Eskilstrup
- Middelaldercentret Nykøbing im Ortsteil Sundby auf der Insel Lolland

## Verkehr
Falster ist mit der nördlich gelegenen Insel Seeland durch die Storstrømbrücke verbunden, eine kombinierte Straßen- und Eisenbahnbrücke (Vogelfluglinie) über die kleine Insel Masnedø. Über die kleine Insel Farø besteht ferner mit der Farø-Brücke eine Straßenbrücke im Verlauf der E 47 von Hamburg nach Kopenhagen. Auf Farø zweigt eine Straße zu den Inseln Bogø und Møn ab.
Mit Lolland ist Falster durch Tunnel und Brücken verbunden: Der Guldborgsundtunnelen (deutsch: Guldborgsund-Tunnel) bei Ønslev (Falster) im Verlauf der E47 (Vogelfluglinie); die Kong Frederik d. IX’s Bro (deutsch: König-Frederik-d.-IX.-Brücke), eine Eisenbahn- und Straßenbrücke in Nykøbing; die Guldborgsundbroen, eine Straßenbrücke in Guldborg.
Über Falster führen mehrere Radfernwege, u. a. der Ostseeküsten-Radweg, welcher als europäische EuroVelo-Route 10 einmal um die Ostsee führt.
Es gibt im Südosten der Insel Falster einen circa 20 km langen Sandbadestrand. Dieser ist sehr kinderfreundlich, weil er flach ins Wasser abfällt. Bekannte Badeorte/Ferienhausgebiete in Südfalster sind unter anderem Gedesby und Marielyst/Bøtø.

## Berühmte Einwohner
Geboren oder Wohnsitz auf der Insel.
- Lucas Jacobson Debes (1623–1675), dänischer Pfarrer und Topograph
- Hans Egede (1686–1758), norwegischer Pfarrer dänischer Abstammung
- Hans Gabriel Friis (1839–1892), dänischer Landschaftsmaler
- Peter Freuchen (1886–1957), dänischer Polarforscher und Schriftsteller
- Bernhard Severin Ingemann (1789–1862), dänischer Schriftsteller
- Frederik Magle (* 1977), dänischer Komponist, Konzertorganist und Pianist
- Knud Romer (* 1960), dänischer Schriftsteller, Schauspieler und Werbefachmann